# فلاویو کاسا-راتو
فلاویو آگوستو دو ناسیمنتو (به پرتغالی: Flávio Augusto do Nascimento) مهاجم اهل برزیل است که در شهر ریسیف و در تاریخ ۲۹ ژوئن ۱۹۸۶ به دنیا آمده‌است. فلاویو کاسا-راتو در تیم‌های فوتبال Sport Recife سابقهٔ حضور دارد.